# Базаркулов, Мукаш Базаркулович
Мукаш Базаркулович Базаркулов (кирг. Мукаш Базаркулович Базаркулов; 5 июня 1935, с. Саз, Ак-Талинский район, Нарынская область, Киргизская АССР, РСФСР — 16 июля 2021, Бишкек, Кыргызстан) — советский киргизский партийный и государственный деятель, министр просвещения (1979—1988), министр народного образования (1988—1991) Киргизской ССР. Народный учитель Кыргызской Республики (2005).

## Биография
В 1955 г. окончил двухгодичный институт учителей города Нарын, в 1962 г. — филологический факультет Киргизского государственного университета, в 1974 г. — Алма-Атинскую Высшую партийную школу.
- 1955—1957 гг. — учитель в школах с семилетним обучением сел Жаӊы-Тилек, Саз,
- 1962—1965 гг. — учитель в Первомайской школе, инспектор и начальник районного отдела народного образования,
- 1965—1968 гг. — заведующий организационным отделом Ак-Талинского районного комитета Компартии Киргизии,
- 1968—1970 гг. — инспектор Центрального Комитета Компартии Киргизии,
- 1971—1979 гг. — второй, первый секретарь Таласского районного комитета КП Киргизии.

В 1979—1988 гг. — министр просвещения Киргизской ССР, в 1988—1991 гг. — министр образования Киргизской ССР. В этот период было построено 452 школы на 348 000 ученических мест и 379 детских садов, создано 64 000 дополнительных мест для обучения.
В 1992—2006 гг. — заведующий Чуйским областным управлением образования.
Избирался депутатом Верховного Совета Киргизской ССР 9-11 созывов, депутатом Жогорку Кенеша Кыргызской Республики 1-го созыва. На XVI, XVII, XVIII, XIX съездах избирался членом Центрального Комитета Компартии Киргизии.
В качестве члена Конституционной комиссии он внес большой вклад в принятие в 1993 г. первой Конституции Республики Кыргызстан.

## Награды и звания
- Орден Трудового Красного Знамени (1973)
- «Заслуженный учитель Кыргызской Республики» (1994)
- «Народный учитель Кыргызской Республики» (2005)
- Медаль «Даӊк» (2000).